# Alyssum anatolicum
Alyssum anatolicum är en korsblommig växtart som beskrevs av Heinrich Carl Haussknecht och Erasmus Iuliu Nyárády. Alyssum anatolicum ingår i släktet stenörter, och familjen korsblommiga växter. Inga underarter finns listade i Catalogue of Life.